# 本溪湖市
本溪湖市是1939年（民國二十八年）偽滿政權將本溪湖街、宮原一帶從本溪縣劃出，設置本溪湖市，屬奉天省。1945年抗戰勝利後，中國共產黨冀熱遼軍區十六軍分區部隊進入城區，於10月8日和10月22日先後設置本溪市、本溪縣，均屬遼寧省。1946年5月3日中國國民黨占據本溪市區，設置本溪湖市、本溪縣，隸屬遼寧省。1946年10月1日中國國民黨遼寧省政府撤銷本溪湖市並入本溪縣。